# John II Stanley de Man
John Stanley (v. 1386 – 1432), deuxième du nom, roi et seigneur de Man et des Îles, est shérif d'Anglesey, connétable de Carnarvon (région judiciaire de Chester), régisseur de Macclesfield et roi de l'île de Man.

## Famille
Son père, sir John de Stanley, Lord lieutenant d'Irlande, a reçu du roi Henri IV d'Angleterre l'île de Man, et John le cadet lui succède à cette fonction en 1414 et demeure souverain de l'île jusqu'à sa mort, en 1432. John de Stanley épouse Isabel, fille de Nicholas Harrington de Farelton, dont il a trois enfants : Thomas vers 1405, fils aîné et successeur de son père, Richard (mort en 1467), recteur de Winwick, et Edward (mort en 1485), aussi recteur de Winwick.

## Politique
John II Stanley est le premier « Roi de Man   »à visiter l'île depuis 
William Montagu en 1341. Il se rend deux fois sur l'île, dans le but d'y mâter des rébellions, en 1417 (révolte de son lieutenant-gouverneur, John Letherland) et en 1422. En dépit de cette absence physique dans la vie de l'île, il est très impliqué dans sa vie politique. Il est notamment le souverain qui rédige le premier code de lois écrites de l'île de Man, en quelque sorte un condensé des anciennes lois et constitutions du royaume de Man. Il restaure en 1417 le tribunal ancestral de l'île, le Tynwald.
John II est considéré comme un souverain droit et éclairé. Quoiqu'il détenait l'essentiel du pouvoir, il a instauré une forme de gouvernement qui pouvait gérer efficacement les affaires de l'île, en prenant soin de réduire à son minimum l'influence des autorités ecclésiastiques.

## Source
- (en) Mike Ashley The Mammoth Book of British Kings & Queens (England, Scotland and Wales) Robinson  London (1998) (ISBN 1841190969) p. 583